# Distrito de La Libertad de Pallán
El Distrito peruano de La Libertad de Pallán es uno de los doce que conforman la provincia de Celendín, ubicada en el Departamento de Cajamarca, bajo la administración del Gobierno regional de Cajamarca, en el norte del Perú.

## Historia
La Hacienda Pallán fue dada al Convento de las Madres Concepcionistas en 1710 por el biznieto del primer propietario español a cambio que se dieran dos misas, una en su nombre y otra en memoria de sus padres perpetuamente. En 1946, unas 500 familias campesinas, azuzados por abogados de afiliación aprista se alzaron en contra del hacendado. La turba casi llega a matar a Abel Caballero, administrador de la hacienda en ese momento. Gracias a la lucha de los pobladores entre ellos Juan de la rosa se logró que Pallán deje de ser hacienda en 1959 para convertirse en pueblo, siendo Abraham Delgado el cabecilla de este proceso. Esta lucha se logró 10 años antes de la Reforma Agraria del Presidente Velasco Alvarado en 1969. 
El distrito fue creado mediante Ley 26262 del 23 de diciembre de 1993, en el gobierno de Alberto Fujimori.

## Población
El Distrito tiene 3 000 habitantes aproximadamente.
El Distrito de La Libertad de pallán situada en la parte norte del país; en el departamento de Cajamarca, al noreste de la provincia de Celendín y a 2934 m s. n. m. su capital es Pallán está conformado por 27 caseríos y 5 centros poblados.

## Clima
El clima del distrito está dominado por los efectos moderados de los Andes, varía con los diferentes tipos de latitud tiene su propio clima desde: cálido (en las partes más bajas conocidas como temple o quichua), templado y el templado frío. Los meses más fríos son los de noviembre, diciembre, enero, febrero, marzo y abril, cayendo en los cuatro últimos fuertes lluvias. Los meses de mayo, junio, julio, agosto, septiembre y octubre son soleados presentando fuertes correntadas de viento en el mes de agosto.
- Temperatura máxima 15 °C a 18 °C
- Temperatura mínima: 7 °C a 11 °C
- Temperatura promedio 12.5 °C
- Época de lluvias: de octubre a mayo
- Época de estiaje: de junio a septiembre.

## Autoridades

### Municipales
- 2019 - 2022[2]
  - Alcalde: Segundo Elías Becerra Becerra, del Partido Democrático Somos Perú.
  - Regidores:

  1. Albaro David Urquía Cruz (Partido Democrático Somos Perú)
  2. Roberto Orrillo Barboza (Partido Democrático Somos Perú)
  3. Elver Ramírez Cotrina (Partido Democrático Somos Perú)
  4. Doris Edith Mejía Barboza (Partido Democrático Somos Perú)
  5. Gilmer Cerdán Caruajulca (Alianza para el Progreso)

Alcaldes anteriores
- 2015 - 2018: Hugo Raúl Cachay Mejía - Frente Regional de Cajamarca (FRC).
- 2011-2014: Hugo Raúl Cachay Mejía, del Frente Regional de Cajamarca (FRC).
- 2007-2010: José Visitación Mego Cachay.

## Festividades
- Febrero: Carnavales.
- Junio La Fiesta patronal en Honor al santo patrón San Juan Bautista